# Église Saint-Gaétan-de-Thiène de Marsaskala
L'église Saint-Gaétan-de-Thiène est une église catholique située à Marsaskala, à Malte.

## Historique
L'église a été construite en 1657.